# Чернолобый поползень
Чернолобый по́ползень (лат. Sitta frontalis) — вид птиц из семейства поползневых.

## Ареал
Чернолобый поползень распространён в Индии, Шри-Ланке, Южном Китае и Индонезии. Он обитает в лесах, прежде всего, в вечнозелёных лесах.

## Описание
У чернолобого поползня длиной 12,5 см большая голова, короткий хвост и сильный клюв. Оперение верхней стороны сине-фиолетовое, щёки лавандового цвета. Оперение нижней стороны бежевое, грудь белёсая. Клюв красный, на лбу имеется чёрное пятно. У самца имеются чёрные брови, отсутствующие у самки. Молодые птицы менее красочны, чем взрослые птицы. Как и другие поползни он умеет бегать вниз по стволу дерева. Питание состоит из насекомых и пауков. Чернолобый поползень — это общительная птица, которая образует стаи и с другими певчими птицами.

## Размножение
Гнездо — это дупло в дереве, которое набивается мхом, волосами, перьями или травой. Если вход дупла слишком велик, он уменьшается при помощи тины. В кладке до 6 белых яиц с красными крапинами.